# Kvæfjordkake

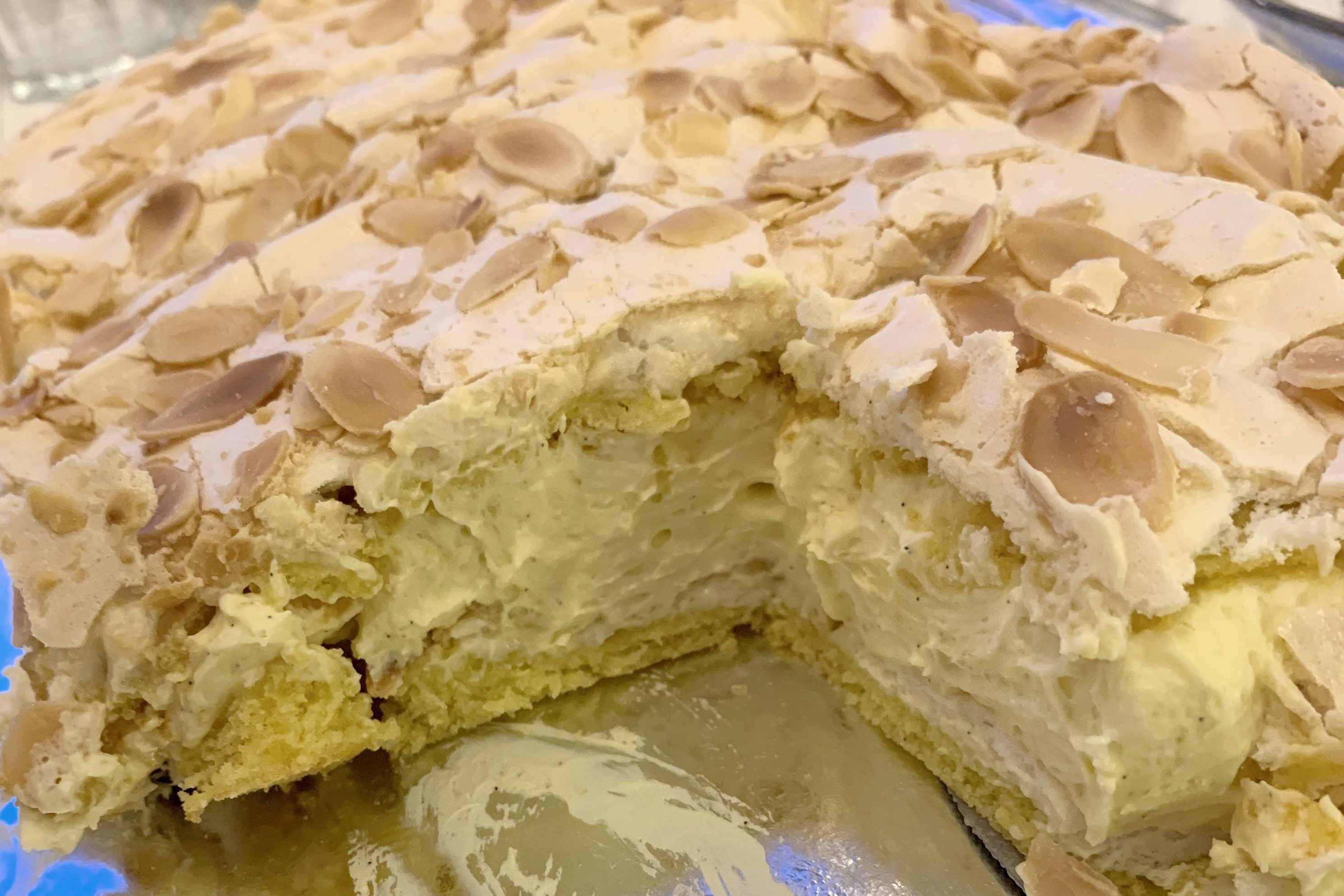
Kvæfjordkake.

Kvæfjordkake eller «Verdens beste» är en norsk dessert. Det är en tårta med maräng, vaniljkräm och mandlar.
Tårtan blev i september 2002 utsedd till Norges nationaltårta av radioprogrammet Nitimens lyssnare.
Ursprunget är "kongekake" som Hulda Ottestad köpte receptet på i mitten av 1930-talet. Receptet blev modifierat och fick namnet Kvæfjordkake.
Det finns också Kvæfjordkakas venner.